# Jince
Jince (německy Jinetz) jsou městys v okrese Příbram ve Středočeském kraji. Nachází se v brdském údolí řeky Litavky, asi 11 km severně od Příbrami. K městysi patří vesnice Běřín, Rejkovice a Velcí. Celkem v něm žije přibližně 2 500 obyvatel.

## Historie
První písemné zmínky o obci pocházejí z počátku 14. století, v roce 1390 je v listině Václava IV. zmíněno obnovení místních železných hutí.
V 19. století zde působil Joachim Barrande, který zkoumal místní naleziště trilobitů. Nejvíce se jich nachází na stráni Vinice, která je chráněna. Trilobit Ellipsocephalus hoffi se dostal i do městského znaku.

### Zpracování železné rudy
První důkazy o existenci člověka na území Jinec pocházejí z mladší doby kamenné. Nejednalo se však ještě o osídlení trvalejšího charakteru. To je spojeno až s dobou bronzovou, kdy na Plešivci fungovalo hradiště. Po keltském osídlení z doby laténské zůstaly na území důkazy o existenci primitivních pecí na zpracování železné rudy. Ta zde byla dobře dostupná, protože se nenacházela ve velkých hloubkách. Listina krále Václava IV. z roku 1390 zmiňuje práva, která panovník udělil ve dvěma šlechticům na zpracování železa na Jinecku.

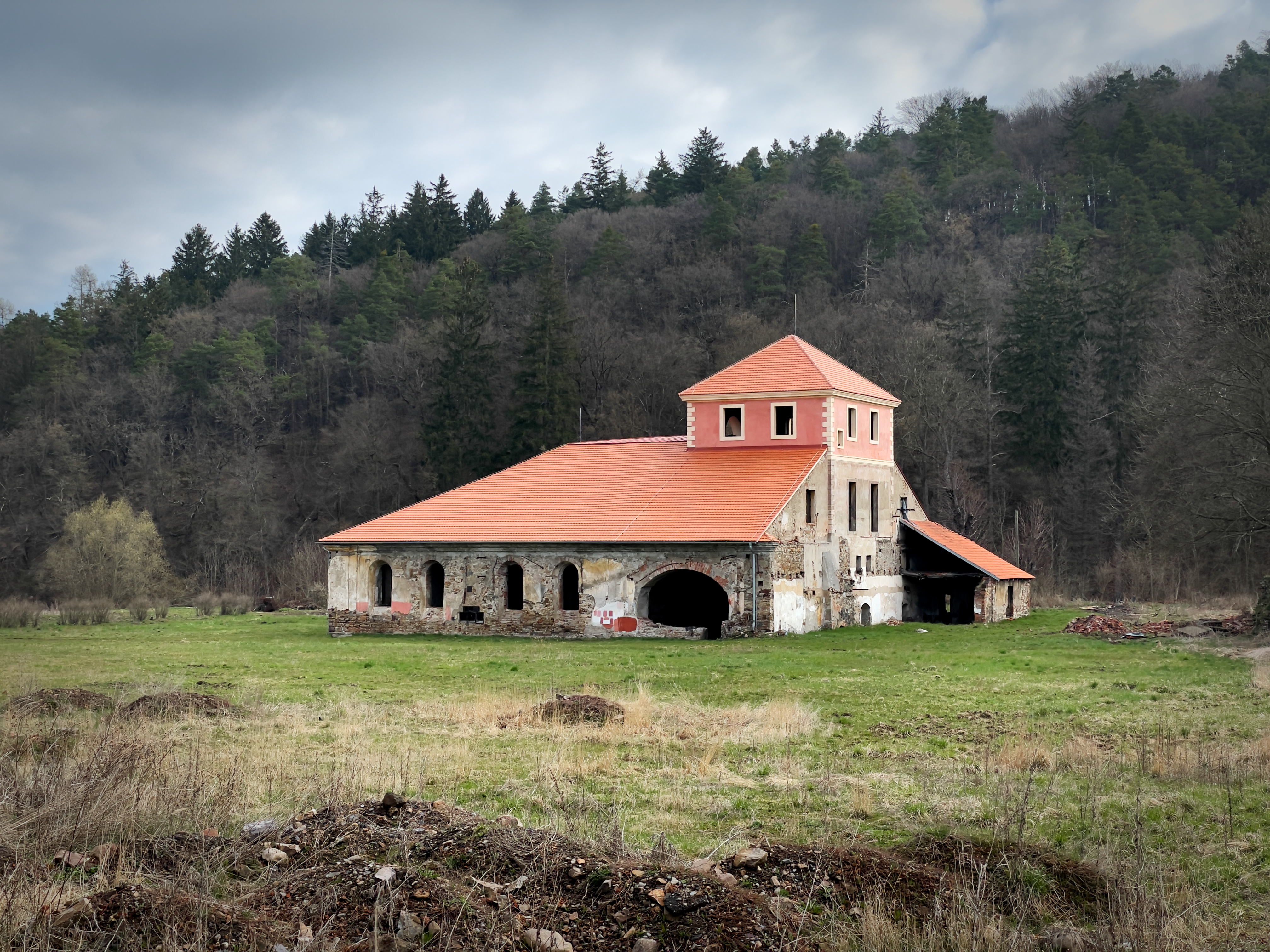
Huť Barbora

Zdejší lesy poskytovaly palivo pro dřevouhelné pece, řeka Litavka poháněla kromě mlýnů také hamry. Jince několikrát změnily majitele, zpracování železa se však věnovali všichni . Důležitou úlohu v této oblasti sehrál hrabě Rudolf Jan Bruntálský z Vrbna, který zakoupil Jinecké panství v roce 1806 a vybudoval zde dřevouhelnou pec Barboru. Zde se vyráběly např. litinové hlavně a dělové koule, ale také nádobí, kamna, apod. Důležitou součást výrobního řetězce tvořily také veřtaty, což byly domácí dílny na výrobu různých hřebů a cvočků. Právě s nimi se také můžeme setkat na znaku Jinec. Zdejší naleziště rudy však nebyla tolik bohatá, a tak zpracování železa postupně oslabovalo, až úplně zaniklo. Poslední podnik na zpracování železa byl v Jincích založen Františkem Homolkou v roce 1925, který se zabýval výrobou za pomoci lisů a ražení. Tato továrna zanikla v roce 1940.

### Kasárna
Kasárna vznikla v Jincích v roce 1924, když se v Brdech začala budovat dělostřelecká střelnice. Založení této střelnice ovlivnilo novodobou tvář Jinec asi nejvíc. S jejich vznikem byl spojen příliv obyvatel do Jinec a také stavební činnost, ať už jsou to původní budovy kasáren s hrázděným zdivem, nebo sídliště pro ubytování nově příchozích vojáků. Příchod armády znamenal rozšíření obce, ale také pomoc vojáků v zimě popřípadě při jarních povodních. Po profesionalizaci armády došlo k přemístění některých útvarů a postupné rekonstrukci některých vojenských budov. Se vznikem střelnice jsou však i spojeny některé negativní stránky, například omezený přístup do brdských lesů, na druhé straně byla příroda ve vojenském prostoru lépe chráněna proti negativním důsledkům turistického ruchu. V roce 2007 byl vojenský prostor Brdy spojován především s umístěním protiraketového radaru.

## Přírodní poměry

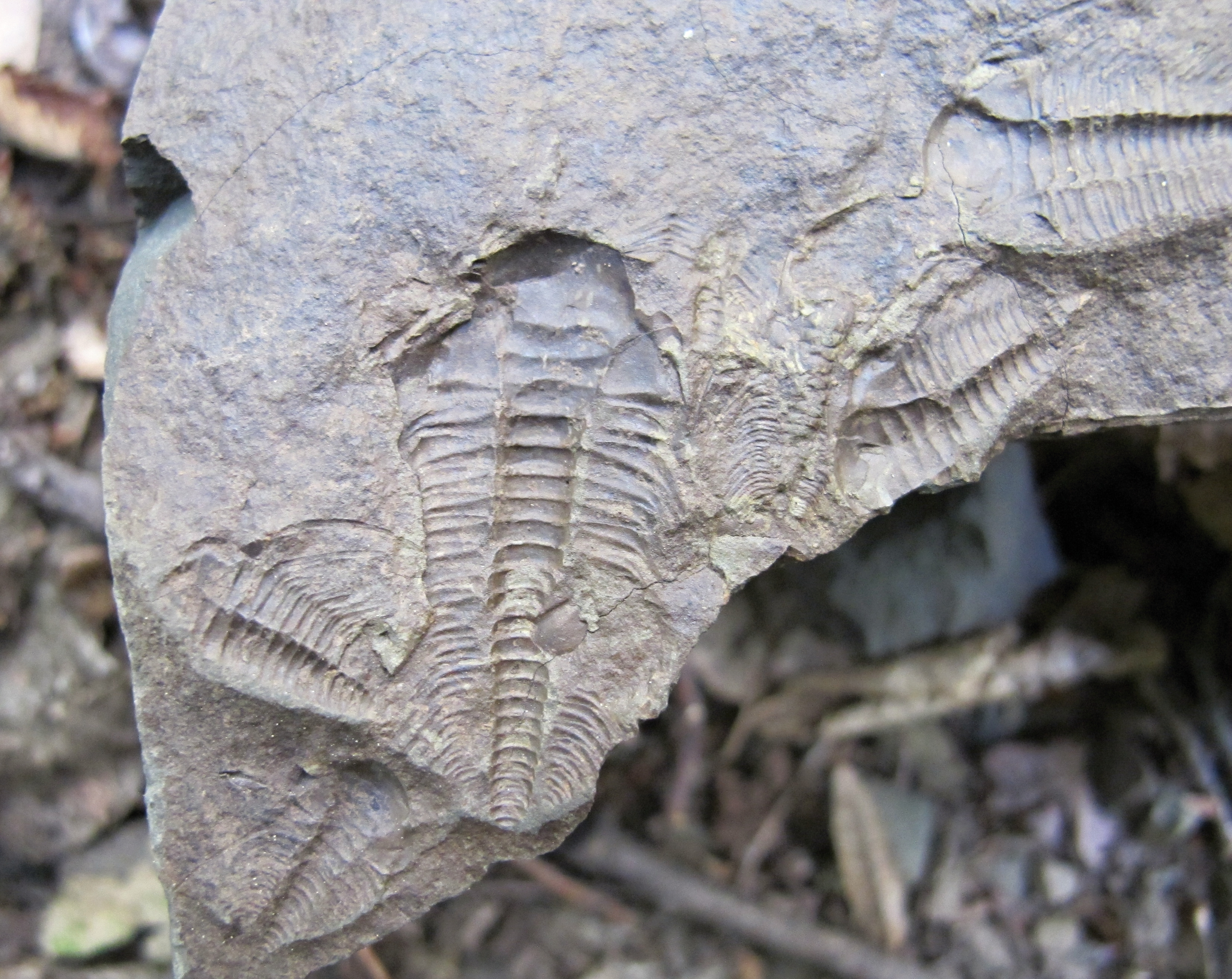
Otisky trilobitů nalezených na území přírodní památky Vinice

Jince jsou ohraničené brdskými vrchy Koníčkem, Ostrým, Plešivcem a Pískem. V Jincích se do Litavky vlévá Ohrazenický potok.
Zřejmě nejstarším důkazem o existenci života na území Jinec jsou trilobiti a s jedním se setkáme i na jineckém znaku. Nejčastějším druhem je prvohorní Ellipsocephalus hoffi. S tímto faktem je zapotřebí spojit jméno Joachima Barranda, který zde v 19. století prováděl své výzkumy a především díky němu se Jince dostaly do celosvětového povědomí, jako součást geologického útvaru nesoucího název Barrandien. V Jincích se trilobiti vyskytují na stráni Vinice a na vrchu Vystrkov, chráněném jako přírodní památka.
V katastrálním území Jince v Brdech leží větší část přírodní rezervace Koníček.

## Obecní správa

### Části městysu
- Běřín (k. ú. Běřín)
- Jince (k. ú. Jince a Jince v Brdech)
- Rejkovice (k. ú. Rejkovice)
- Velcí (k. ú. Jince v Brdech)

Součástí městyse je také základní sídelní jednotka Jince v Brdech. K městysu patří také Budilův Mlýn, Hejdov, Chramostův Mlýn, Kopáčov, Královky, V Plešivci a Zelený Mlýn.
Sousedními obcemi sídla jsou Hostomice, Rpety, Křešín, Ohrazenice, Čenkov, Lhotka, Lochovice, Felbabka a Běštín.
V souvislosti se zánikem vojenského újezdu Brdy bylo k 1. lednu 2016 k obci připojeno katastrální území Jince v Brdech, které vzniklo k 10. únoru 2014. Toto území má rozlohu 21,561252 km² a je zde evidováno 11 budov s adresami, v tom 4 obydlené byty a 3 obyvatelé. Na připojeném území se mimo jiné nachází posádkové cvičiště Jince.
V roce 1900 byly Jince povýšeny na městys. Status městyse byl Jincům vrácen 10. října 2006.

### Územněsprávní začlenění
Dějiny územněsprávního začleňování zahrnují období od roku 1850 do současnosti. V chronologickém přehledu je uvedena územně administrativní příslušnost obce v roce, kdy ke změně došlo:
- 1850 země česká, kraj Praha, politický i soudní okres Hořovice[8]
- 1855 země česká, kraj Praha, soudní okres Hořovice
- 1868 země česká, politický i soudní okres Hořovice
- 1939 země česká, Oberlandrat Plzeň, politický i soudní okres Hořovice[9]
- 1942 země česká, Oberlandrat Praha, politický okres Beroun, soudní okres Hořovice[10]
- 1945 země česká, správní i soudní okres Hořovice[11]
- 1949 Pražský kraj, okres Hořovice[12]
- 1960 Středočeský kraj, okres Příbram
- 2003 Středočeský kraj, okres Příbram, obec s rozšířenou působností Příbram

## Společnost

### Rok 1932
V městysi Jince (přísl. Běřín, 1427 obyvatel) byly v roce 1932 evidovány tyto živnosti a obchody:
- Instituce a průmysl: poštovní úřad, telefonní úřad, telegrafní úřad, posádkové velitelství, četnická stanice, katolický kostel, sbor dobrovolných hasičů, živnostenské společenstvo, Městské elektrické podniky, dvě hospodářská družstva, výroba kovového zboží, dva mlýny, pekárna, pila, pivovar, stavitel, továrna na těstové zboží, 2 velkostatky.
- Služby (výběr): čtyři lékaři, autobusová doprava, autodoprava, biograf Lidobio, dva cukráři, drogerie, geometr, dva hotely (Eška, Kratochvíl), pět hostinců, kapelník, lékárna, obchod s obuví Baťa, sanatorium, Městská spořitelna hořovická, Občanská záložna v Jincích, Živnostenská záložna v Jincích, zahradník, zlatník, zubní ateliér, železářství.

## Doprava

### Dopravní síť
Městysem prochází silnice II/118 Nové Dvory – Budyně nad Ohří – Slaný – Kladno – Beroun – Zdice – Příbram – Kamýk nad Vltavou – Krásná Hora nad Vltavou – Petrovice. Z městyse také vychází silnice II/115 Jince – Hostomice – Řevnice – Černošice – Praha-Radotín. Do městyse dále vedou silnice III. třídy.

### Autobusová doprava 2024
Autobusovou dopravu v městysu Jince zajišťuje společnost Arriva Střední Čechy. Městys je součástí Pražské integrované dopravy (PID). V městysu se nacházejí zastávky Jince,Mlýn, Jince,Nám., Jince,Sokolovna a Jince,Žel.st. Na silnici II/118 v Rejkovicích se nachází zastávka Jince,Rejkovice,žel.st. a dál směrem do Lochovic se nachází zastávka Jince,Rejkovice,lopatárna a na silnici II/115 směrem do Hostomic se nachází zastávka Jince,Plešivec. V místních částech Běřín a Velcí se autobusové zastávky nenacházejí. Městysem vedou tři autobusové linky: 531, 640 a 642. Linka 531 směřuje z Příbrami do Jinců a Hořovic. Linka 640 propojuje Čenkov, Jince, Běštín, Hostomice, Lhotku, Lochovice, Libomyšl, Chodouň a Zdice. Autobusy linky 642 projíždějí Jinci, Lochovicemi, Praskolesy, Kotopekami a končí v Hořovicích.

### Železniční doprava 2024

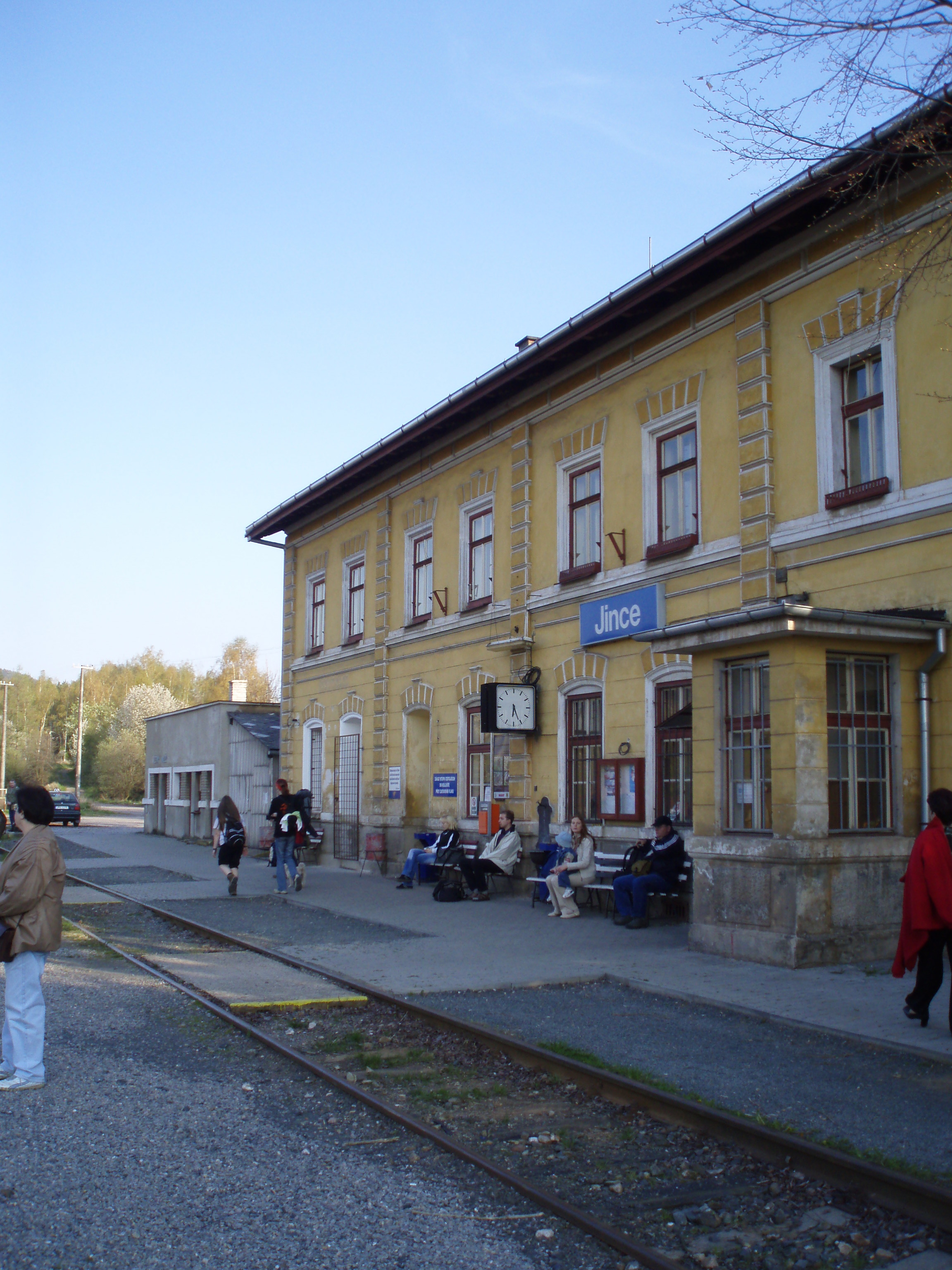
Nádraží

Městysem prochází jednokolejná regionální železniční trať 200 Zdice–Protivín, která byla uvedena do provozu v roce 1875. V městysu se nachází železniční stanice Jince a v místní části Rejkovice se nachází železniční zastávka Rejkovice. Na obou místech zastavují osobní vlaky linky S60. Tyto vlaky, provozované společností České dráhy, jezdí z Berouna přes Zdice a dále pokračují do Příbrami, Březnice, Blatné nebo Strakonic. Rychlíky linky R26, provozované společností ARRIVA vlaky, denně spojují Jince s Prahou, Berounem, Příbramí, Pískem, Protivínem a Českými Budějovicemi. O víkendech a svátcích během sezóny zastavuje na jineckém nádraží také spěšný vlak Českých drah linky T6 s názvem Cyklo Brdy, směřující z Prahy do Blatné. Během letních prázdnin vyjíždí turistický vlak Cyklohráček z Prahy hlavního nádraží a pokračuje přes Dobřichovice, Řevnice, Beroun, Zdice, Příbram, Březnici až do Rožmitálu, odkud se vrací zpět do Prahy.

## Služby

### Kultura
Kulturní život v Jincích není zrovna na výši, tedy alespoň oproti minulosti. Dříve místní škola pořádala akademie, na kterých měli šanci se prezentovat i místní občané, akce takového formátu v Jincích chybí. V obci také fungovala řada spolků a občanských sdružení, zřejmě nejzajímavější byl spolek okrasný, který se staral o kulturní vzhled obce, jemu Jince vděčí za svou zeleň. Většina spolků se však již rozpadla a nefunguje už ani jedno ze dvou kin. O kulturní život v obci se stará kulturní středisko, které organizuje koncerty, sbírky, výstavy a zájezdy. Středisko vydává místní zpravodaj a funguje při něm také obecní knihovna.

### Léčebná zařízení
V Jincích se také nacházela dvě významnější léčebná zařízení. Prvním bylo sanatorium Josefa Šírka zaměřené na léčbu plicních chorob, které svou činnost zahájilo v roce 1932, dnes již nefunguje (budova sanatoria je od konce roku 2008 znovu otevřena a zrekonstruována, ale neslouží dále k původním účelům). Druhým zařízením jsou lázně Jana Mosera, které později fungovaly jako školní jídelna. Pro Jince je osoba doktora Mosera poměrně důležitá. Nejdříve zde působil jako obvodní lékař a později jako člen obecní rady. Napomohl založit např. zdejší tělovýchovný oddíl, nebo sbor dobrovolných hasičů, který paradoxně nedokázal zabránit požáru jeho lázní.

## Pamětihodnosti

### Plešivec

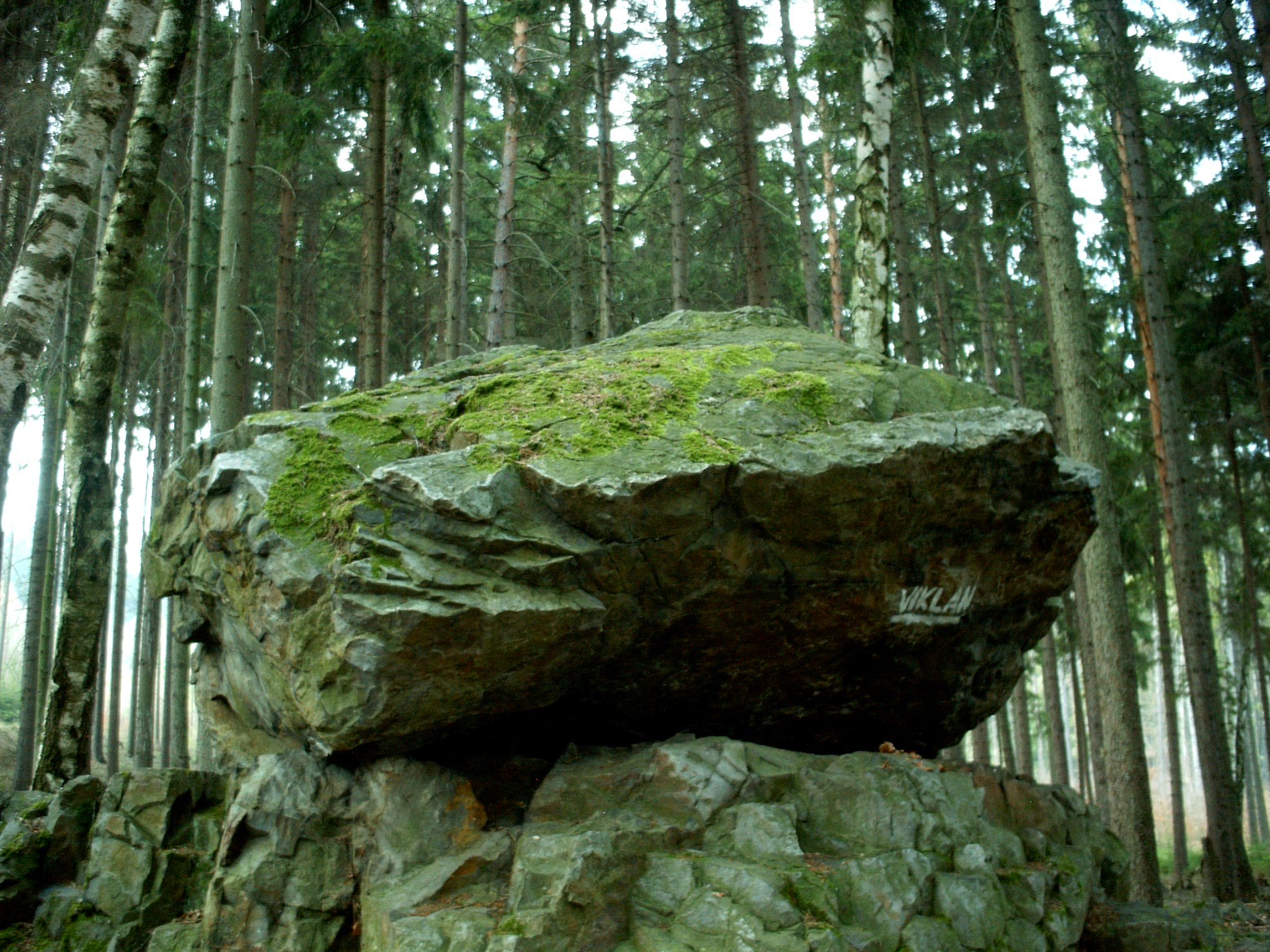
Viklan

Na vrchu Plešivec se nachází pozůstatky plešiveckého hradiště z doby bronzové. Na vrcholu je tzv. Čertova kazatelna. Jedná se o skalní plošinu, ze které je výhled na bývalý vojenský újezd Brdy. Plešivec je také opředen řadou pověstí. Hora má dva vrcholy, tzv. Malou a Velkou skálu. Při cestě na vrchol lze navštívit viklan a Plešivecké jezírko (Smaragdové jezírko). Plešivec je také častým cílem trampů.

### Kostel a zámek
Tvář obou těchto staveb byla poznamenána zřejmě nejvíce stavební činností rodu Vratislavů z Mitrovic, který vlastnil jinecké panství v letech 1648–1806. Dochovaný zděný kostel svatého Mikuláše nahradil starší dřevěnou stavbu.

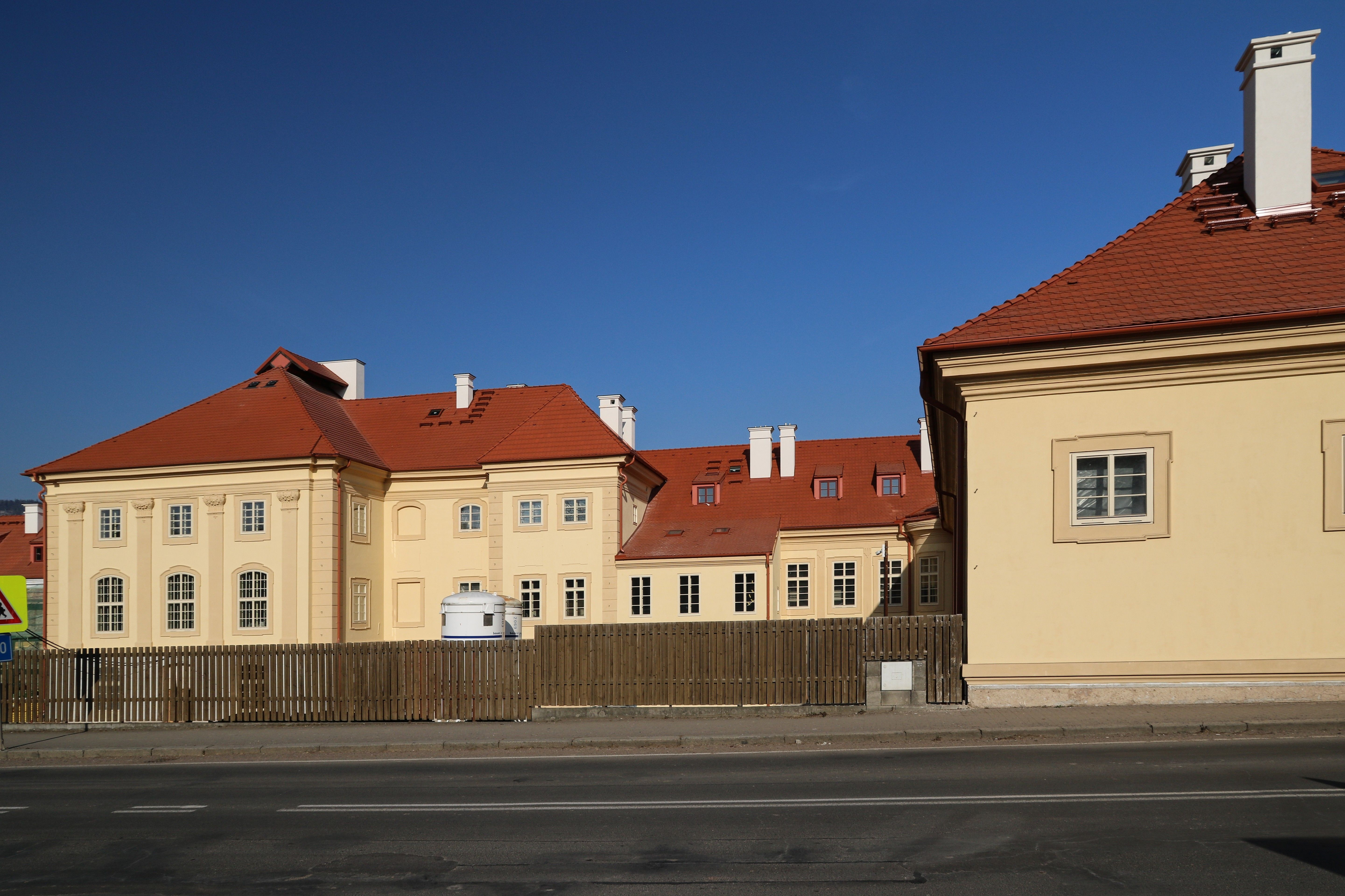
Zámek

Jinecký zámek vznikl přestavbami středověké tvrze nejprve v renesančním a později barokním slohu. Rod Vratislavů se však neúnosně zadlužil a byl nucen panství prodat. Nový pán Rudolf Vrbna již toto sídlo nepoužíval, a tak bylo postupně využíváno jako byty nebo učebny, až později bylo přestavěno na pivovar. V dnešní době chátrá.

## Osobnosti

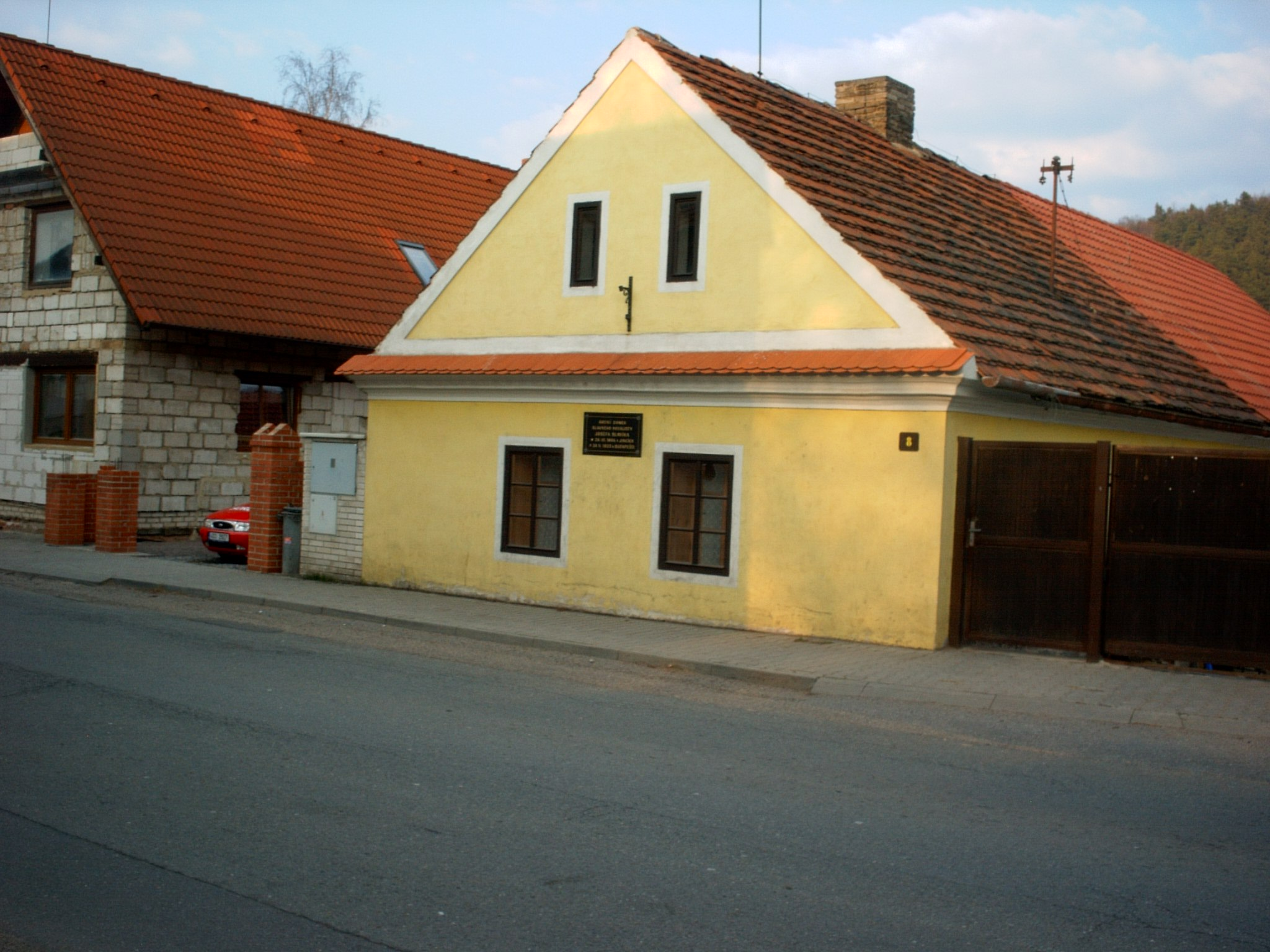
Rodný dům J. Slavíka

Josef Slavík byl celosvětově proslulým houslistou. Narodil se 26. března 1806 v Jincích a jeho otec byl učitelem na zdejší škole. Svůj talent se mu podařilo uplatnit díky pomoci Rudolfa Wrbny. Jeho talent obdivovali takoví mistři jako Niccolò Paganini a Fryderyk Chopin. Slavík však nevynikal pouze ve hře, ale i sám komponoval. Dne 30. května 1833 zemřel na chřipku v Budapešti. Teprve sto let po jeho smrti byly jeho ostatky převezeny do Čech a uloženy na vyšehradském hřbitově. Ve stejné době byla na jeho rodném domě v Jincích odhalena pamětní deska.

## Turistika
Městysem vedou červeně značená turistická trasa Jince – Čenkov – U Komorska, modře značená trasa Komárov – Jince – Čenkov – Buková u Příbramě – Rosovice a zeleně značená trasa Jince – Křižatky – Hostomice. Městysem vede cyklotrasa č. 302 Příbram – Jince – Hořovice.